# Sara Errani
Sara Errani (Bolonia, Italia, 29 de abril de 1987) es una tenista profesional italiana, destacada tanto en la modalidad de individuales como en dobles. Es una de las pocas jugadoras que ha completado el Golden Slam de carrera en dobles, al ganar los cuatro torneos del Grand Slam y la medalla de oro olímpica. Ha sido número 1 del mundo en dobles —posición que alcanzó por primera vez el 10 de septiembre de 2012— y llegó al número 5 del ranking mundial en individuales el 20 de mayo de 2013. Con nueve títulos WTA en individuales y 35 en dobles, es la tenista italiana con mayor número de títulos profesionales en la historia.
Su temporada consagratoria fue la de 2012: alcanzó los cuartos de final del Abierto de Australia en individuales y fue finalista en dobles; ganó tres torneos sobre arcilla antes de llegar a la final de Roland Garros, donde se convirtió en la segunda italiana en disputar una final de Grand Slam en individuales.  Junto a su compatriota Roberta Vinci conquistó ese mismo año los títulos de dobles en Roland Garros y el Abierto de Estados Unidos, y posteriormente sumaron el Abierto de Australia en 2013 y 2014, y Wimbledon en 2014, completando así el Grand Slam de carrera en dobles.
Errani se mantuvo durante 94 semanas consecutivas dentro del top 10 de dobles, fue número uno al final de las temporadas 2013 y 2014, y ha ganado en total ocho torneos de Grand Slam en dobles, ocho WTA 1000 y la medalla de oro en los Juegos Olímpicos de París 2024 junto a Jasmine Paolini. Además, ha recibido en cuatro ocasiones el premio WTA a la mejor pareja de dobles del año: tres veces con Vinci y una con Paolini (2024). 
En dobles mixto, ha ganado el Abierto de Estados Unidos 2024 y Roland Garros 2025 junto a Andrea Vavassori, y ese mismo año también obtuvo el título en París con Jasmine Paolini, logrando así el doblete en Roland Garros en la modalidad mixta. 
En torneos individuales de Grand Slam, su mejor resultado fue la final de Roland Garros 2012, además de alcanzar las semifinales en el Abierto de Estados Unidos 2012 y Roland Garros 2013, y los cuartos de final en varias ediciones posteriores. También clasificó a las WTA Finals en 2012 y 2013. En 2017 fue sancionada con una suspensión de diez meses por un caso de dopaje. 

## Torneos de Grand Slam (6; 0+6)

### Individuales

#### Finalista (1)
| Año  | Torneo        | Oponente en la final | Resultado |
| 2012 | Roland Garros | María Sharápova      | 3-6, 2-6  |

### Dobles

#### Títulos (6)
| Año  | Torneo               | Pareja          | Oponentes en la final              | Resultado     |
| 2012 | Roland Garros        | Roberta Vinci   | María Kirilenko Nadia Petrova      | 4-6, 6-4, 6-2 |
| 2012 | Abierto de EE.UU.    | Roberta Vinci   | Andrea Hlaváčková Lucie Hradecká   | 6-4, 6-2      |
| 2013 | Abierto de Australia | Roberta Vinci   | Ashleigh Barty Casey Dellacqua     | 6-2, 3-6, 6-2 |
| 2014 | Abierto de Australia | Roberta Vinci   | Yekaterina Makarova Yelena Vesnina | 6-4, 3-6, 7-5 |
| 2014 | Wimbledon            | Roberta Vinci   | Tímea Babos Kristina Mladenovic    | 6-1, 6-3      |
| 2025 | Roland Garros        | Jasmine Paolini | Anna Danilina Aleksandra Krunić    | 6-4, 2-6, 6-1 |

#### Finalista (3)
| Año  | Torneo               | Pareja          | Oponentes en la final              | Resultado     |
| 2012 | Abierto de Australia | Roberta Vinci   | Svetlana Kuznetsova Vera Zvonareva | 7-5, 4-6, 3-6 |
| 2013 | Roland Garros        | Roberta Vinci   | Yekaterina Makarova Yelena Vesnina | 5-7, 2-6      |
| 2014 | Roland Garros        | Roberta Vinci   | Su-Wei Hsieh Shuai Peng            | 4-6, 1-6      |
| 2024 | Roland Garros        | Jasmine Paolini | Cori Gauff Kateřina Siniaková      | 6-7(5), 3-6   |

### Dobles mixto

#### Títulos (2)
| Año  | Campeonato        | Pareja           | Oponentes en la final        | Resultado   |
| 2024 | Abierto de EE.UU. | Andrea Vavassori | Taylor Townsend Donald Young | 7-6(0), 7-5 |
| 2025 | Roland Garros     | Andrea Vavassori | Taylor Townsend Evan King    | 6-4, 6-2    |

## Juegos Olímpicos

### Dobles

#### Medalla de oro
| Año  | Campeonato | Pareja          | Oponentes en la final         | Resultado        |
| 2024 | París 2024 | Jasmine Paolini | Mirra Andreeva Diana Shnaider | 2-6, 6-1, [10-7] |

## Títulos WTA (43; 9+34)

### Individual (9)
| Leyenda                                        |
| ---------------------------------------------- |
| Grand Slam (0)                                 |
| Juegos Olímpicos (0)                           |
| WTA Finals (0)                                 |
| Tier I, P. Mandatory & Premier 5, WTA 1000 (0) |
| Tier II, Premier, WTA 500 (1)                  |
| Tier III & IV, International, WTA 250 (8)      |

| Títulos por superficie |
| Dura (2)               |
| Hierba (0)             |
| Tierra batida (7)      |

| N.º | Fecha                 | Torneo         | Superficie    | Oponente en la final       | Resultado        |
| 1.  | 13 de julio de 2008   | Palermo        | Tierra batida | Mariya Koryttseva          | 6-2, 6-3         |
| 2.  | 27 de julio de 2008   | Portoroz       | Dura          | Anabel Medina              | 6-3, 6-3         |
| 3.  | 3 de marzo de 2012    | Acapulco       | Tierra batida | Flavia Pennetta            | 5-7, 7-6(2), 6-0 |
| 4.  | 15 de abril de 2012   | Barcelona      | Tierra batida | Dominika Cibulková         | 6-2, 6-2         |
| 5.  | 5 de mayo de 2012     | Budapest       | Tierra batida | Yelena Vesnina             | 7-5, 6-4         |
| 6.  | 15 de julio de 2012   | Palermo        | Tierra batida | Barbora Záhlavová-Strýcová | 6-1, 6-3         |
| 7.  | 2 de marzo de 2013    | Acapulco       | Tierra batida | Carla Suárez               | 6-0, 6-4         |
| 8.  | 22 de febrero de 2015 | Río de Janeiro | Tierra batida | Anna Schmiedlová           | 7-6(2), 6-1      |
| 9.  | 20 de febrero de 2016 | Dubái          | Dura          | Barbora Strýcová           | 6-0, 6-2         |

#### Finales (10)
| N.º | Fecha                 | Torneo        | Superficie    | Oponente en la final      | Resultado        |
| 1.  | 19 de julio de 2009   | Palermo       | Tierra batida | Flavia Pennetta           | 1-6, 2-6         |
| 2.  | 26 de julio de 2009   | Portoroz      | Dura          | Dinara Sáfina             | 7-6(5), 1-6, 5-7 |
| 3.  | 13 de febrero de 2011 | Pattaya City  | Dura          | Daniela Hantuchová        | 0-6, 2-6         |
| 4.  | 9 de junio de 2012    | Roland Garros | Tierra batida | María Sharápova           | 3-6, 2-6         |
| 5.  | 3 de febrero de 2013  | París         | Dura (i)      | Mona Barthel              | 5-7, 6-7(4)      |
| 6.  | 23 de febrero de 2013 | Dubái         | Dura          | Petra Kvitová             | 2-6, 6-1, 1-6    |
| 7.  | 14 de julio de 2013   | Palermo       | Tierra batida | Roberta Vinci             | 3-6, 6-3, 3-6    |
| 8.  | 2 de febrero de 2014  | París         | Dura (i)      | Anastasiya Pavliuchenkova | 6-3, 2-6, 3-6    |
| 9.  | 18 de mayo de 2014    | Roma          | Tierra batida | Serena Williams           | 3-6, 0-6         |
| 10. | 19 de julio de 2015   | Bucarest      | Tierra batida | Anna Schmiedlová          | 6-7(3), 3-6      |

### Dobles (35)
| Leyenda                                        |
| ---------------------------------------------- |
| Grand Slam (6)                                 |
| Juegos Olímpicos (1)                           |
| WTA Finials (0)                                |
| Tier I, P. Mandatory & Premier 5, WTA 1000 (9) |
| Tier II, Premier, WTA 500 (3)                  |
| Tier III & IV, International, WTA 250 (16)     |

| Títulos por superficie |
| Dura (14)              |
| Hierba (3)             |
| Tierra batida (14)     |

| N.º | Fecha                   | Torneo               | Superficie        | Compañera          | Oponentes en la final                       | Resultado           |
| 1.  | 13 de julio de 2008     | Palermo              | Tierra batida     | Nuria Llagostera   | Alla Kudryavtseva Anastasiya Pavliuchenkova | 2-6, 7-6(1), [10-4] |
| 2.  | 19 de junio de 2009     | 's-Hertogenbosch     | Hierba            | Flavia Pennetta    | Michaella Krajicek Yanina Wickmayer         | 6-4, 5-7, [13-11]   |
| 3.  | 11 de abril de 2010     | Marbella             | Tierra batida     | Roberta Vinci      | María Kondrátieva Yaroslava Shvédova        | 6-4, 6-2            |
| 4.  | 17 de abril de 2010     | Barcelona            | Tierra batida     | Roberta Vinci      | Timea Bacsinszky Tathiana Garbin            | 6-1, 3-6, [10-2]    |
| 5.  | 17 de julio de 2010     | Palermo              | Tierra batida     | Alberta Brianti    | Jill Craybas Julia Görges                   | 6-4, 6-1            |
| 6.  | 15 de enero de 2011     | Hobart               | Dura              | Roberta Vinci      | Kateryna Bondarenko Liga Dekmeijere         | 6-3, 7-5            |
| 7.  | 13 de febrero de 2011   | Pattaya City         | Dura              | Roberta Vinci      | Sheng-Nan Sun Jie Zheng                     | 3-6, 6-3, [10-5]    |
| 8.  | 16 de julio de 2011     | Palermo              | Tierra batida     | Roberta Vinci      | Andrea Hlaváčková Klára Zakopalová          | 7-5, 6-1            |
| 9.  | 26 de febrero de 2012   | Monterrey            | Dura              | Roberta Vinci      | Kimiko Date-Krumm Shuai Zhang               | 6-3, 7-6(6)         |
| 10. | 3 de marzo de 2012      | Acapulco             | Tierra batida     | Roberta Vinci      | Lourdes Domínguez Arantxa Parra             | 6-2, 6-1            |
| 11. | 15 de abril de 2012     | Barcelona            | Tierra batida     | Roberta Vinci      | Flavia Pennetta Francesca Schiavone         | 6-0, 6-2            |
| 12. | 12 de mayo de 2012      | Madrid               | Tierra batida     | Roberta Vinci      | Yekaterina Makarova Yelena Vesnina          | 6-1, 3-6, [10-4]    |
| 13. | 20 de mayo de 2012      | Roma                 | Tierra batida     | Roberta Vinci      | Yekaterina Makarova Yelena Vesnina          | 6-2, 7-5            |
| 14. | 8 de junio de 2012      | Roland Garros        | Tierra batida     | Roberta Vinci      | María Kirilenko Nadia Petrova               | 4-6, 6-4, 6-2       |
| 15. | 23 de junio de 2012     | 's-Hertogenbosch     | Hierba            | Roberta Vinci      | María Kirilenko Nadia Petrova               | 6-4, 3-6, [11-9]    |
| 16. | 9 de septiembre de 2012 | Abierto de EE.UU.    | Dura              | Roberta Vinci      | Andrea Hlaváčková Lucie Hradecká            | 6-4, 6-2            |
| 17. | 25 de enero de 2013     | Abierto de Australia | Dura              | Roberta Vinci      | Ashleigh Barty Casey Dellacqua              | 6-2, 3-6, 6-2       |
| 18. | 3 de febrero de 2013    | París                | Dura (i)          | Roberta Vinci      | Andrea Hlaváčková Liezel Huber              | 6-1, 6-1            |
| 19. | 17 de febrero de 2013   | Doha                 | Dura              | Roberta Vinci      | Nadia Petrova Katarina Srebotnik            | 2-6, 6-3, [10-6]    |
| 20. | 24 de enero de 2014     | Abierto de Australia | Dura              | Roberta Vinci      | Yekaterina Makarova Yelena Vesnina          | 6-4, 3-6, 7-5       |
| 21. | 27 de abril de 2014     | Stuttgart            | Tierra batida (i) | Roberta Vinci      | Cara Black Sania Mirza                      | 6-2, 6-3            |
| 22. | 27 de abril de 2014     | Madrid               | Tierra batida     | Roberta Vinci      | Garbiñe Muguruza Carla Suárez               | 6-4, 6-3            |
| 23. | 5 de julio de 2014      | Wimbledon            | Hierba            | Roberta Vinci      | Tímea Babos Kristina Mladenovic             | 6-1, 6-3            |
| 24. | 10 de agosto de 2014    | Montreal             | Dura              | Roberta Vinci      | Cara Black Sania Mirza                      | 7-6(4), 6-3         |
| 25. | 10 de enero de 2015     | Auckland             | Dura              | Roberta Vinci      | Shuko Aoyama Renata Voráčová                | 6-2, 6-1            |
| 26. | 15 de octubre de 2017   | Tianjin              | Dura              | Irina-Camelia Begu | Dalila Jakupović Nina Stojanović            | 6-4, 6-3            |
| 27. | 7 de enero de 2018      | Auckland             | Dura              | Bibiane Schoofs    | Eri Hozumi Miyu Kato                        | 7-5, 6-1            |
| 28. | 21 de octubre de 2023   | Monastir             | Dura              | Jasmine Paolini    | Mai Hontama Natalija Stevanović             | 2-6, 7-6(4), [10-6] |
| 29. | 4 de febrero de 2024    | Linz                 | Dura (i)          | Jasmine Paolini    | Nicole Melichar Ellen Perez                 | 7-5, 4-6, [10-7]    |
| 30. | 19 de mayo de 2024      | Roma                 | Tierra batida     | Jasmine Paolini    | Coco Gauff Erin Routliffe                   | 6-3, 4-6, [10-8]    |
| 31. | 4 de agosto de 2024     | JJ.OO. París 2024    | Tierra batida     | Jasmine Paolini    | Mirra Andreeva Diana Shnaider               | 2-6, 6-1, [10-7]    |
| 32. | 6 de octubre de 2024    | Pekín                | Dura              | Jasmine Paolini    | Hao-Ching Chan Veronika Kudermétova         | 6-4, 6-4            |
| 33. | 15 de febrero de 2025   | Doha                 | Dura              | Jasmine Paolini    | Xinyu Jiang Fang-Hsien Wu                   | 7-5, 7-6(10)        |
| 34. | 18 de mayo de 2025      | Roma                 | Tierra batida     | Jasmine Paolini    | Veronika Kudermétova Elise Mertens          | 6-4, 7-5            |
| 35. | 8 de junio de 2025      | Roland Garros        | Tierra batida     | Jasmine Paolini    | Anna Danilina Aleksandra Krunić             | 6-4, 2-6, 6-1       |

#### Finales (17)
| N.º | Fecha                 | Torneo               | Superficie    | Compañera           | Oponentes en la final                    | Resultado           |
| 1.  | 22 de febrero de 2010 | Acapulco             | Tierra batida | Roberta Vinci       | Polona Hercog Barbora Záhlavová-Strýcová | 6-2, 1-6, [2-10]    |
| 2.  | 23 de octubre de 2010 | Moscú                | Dura (i)      | María José Martínez | Gisela Dulko Flavia Pennetta             | 3-6, 6-2, [6-10]    |
| 3.  | 10 de abril de 2011   | Marbella             | Tierra batida | Roberta Vinci       | Nuria Llagostera Arantxa Parra           | 6-3, 4-6, [5-10]    |
| 4.  | 12 de junio de 2011   | Birmingham           | Hierba        | Roberta Vinci       | Olga Govortsova Alla Kudryavtseva        | 6-1, 1-6, [5-10]    |
| 5.  | 27 de agosto de 2011  | New Haven            | Dura          | Roberta Vinci       | Chia-Jung Chuang Olga Govortsova         | 5-7, 2-6            |
| 6.  | 27 de enero de 2012   | Abierto de Australia | Dura          | Roberta Vinci       | Svetlana Kuznetsova Vera Zvonareva       | 7-5, 4-6, 3-6       |
| 7.  | 31 de marzo de 2012   | Miami                | Dura          | Roberta Vinci       | María Kirilenko Nadia Petrova            | 6-7(0), 6-4, [4-10] |
| 8.  | 11 de enero de 2013   | Sídney               | Dura          | Roberta Vinci       | Nadia Petrova Katarina Srebotnik         | 3-6, 4-6            |
| 9.  | 19 de mayo de 2013    | Roma                 | Tierra batida | Roberta Vinci       | Su-Wei Hsieh Shuai Peng                  | 6-4, 3-6, [8-10]    |
| 10. | 9 de junio de 2013    | Roland Garros        | Tierra batida | Roberta Vinci       | Yekaterina Makarova Yelena Vesnina       | 7-5, 6-2            |
| 11. | 10 de enero de 2014   | Sídney               | Dura          | Roberta Vinci       | Tímea Babos Lucie Šafářová               | 5-7, 6-3, [8-10]    |
| 12. | 18 de mayo de 2014    | Roma                 | Tierra batida | Roberta Vinci       | Květa Peschke Katarina Srebotnik         | 0-4, ret.           |
| 13. | 8 de junio de 2014    | Roland Garros        | Tierra batida | Roberta Vinci       | Su-Wei Hsieh Shuai Peng                  | 4-6, 1-6            |
| 14. | 27 de febrero de 2016 | Doha                 | Dura          | Carla Suárez        | Hao-Ching Chan Yung-Jan Chan             | 3-6, 3-6            |
| 15. | 9 de enero de 2022    | Melbourne I          | Dura          | Jasmine Paolini     | Asia Muhammad Jessica Pegula             | 3-6, 1-6            |
| 16. | 9 de junio de 2024    | Roland Garros        | Tierra batida | Jasmine Paolini     | Cori Gauff Kateřina Siniaková            | 6-7(5), 3-6         |
| 17. | 22 de junio de 2025   | Berlín               | Hierba        | Jasmine Paolini     | Tereza Mihalíková Olivia Nicholls        | 6-4, 2-6, [6-10]    |

## Clasificación en torneos de Grand Slam

### Individuales
| Torneo                 | 2007 | 2008 | 2009 | 2010 | 2011 | 2012 | 2013 | 2014 | 2015 | 2016 | 2017 | 2018 | 2019 | 2020 | 2021 | 2022 | 2023 | 2024 | G-P   | Títulos |
| ---------------------- | ---- | ---- | ---- | ---- | ---- | ---- | ---- | ---- | ---- | ---- | ---- | ---- | ---- | ---- | ---- | ---- | ---- | ---- | ----- | ------- |
| Australian Open        | -    | 1R   | 3R   | 3R   | 1R   | CF   | 1R   | 1R   | 3R   | 1R   | 2R   | -    | -    | -    | 3R   | -    | -    | 1R   | 13-12 | 0       |
| Roland Garros          | -    | 1R   | 1R   | 1R   | 2R   | F    | SF   | CF   | CF   | 1R   | 2R   | 1R   | -    | 2R   | -    | -    | 2R   |      | 23–13 | 0       |
| Wimbledon              | -    | 1R   | 2R   | 3R   | 2R   | 3R   | 1R   | 1R   | 2R   | 2R   | 1R   | -    | -    | -    | -    | -    | 1R   |      | 8-11  | 0       |
| US Open                | 2R   | 2R   | 3R   | 3R   | 1R   | SF   | 2R   | CF   | 3R   | 1R   | -    | -    | -    | -    | 1R   | -    | -    |      | 18-10 | 0       |
| WTA Tour Championships | -    | -    | -    | -    | -    | RR   | RR   | -    | -    | -    | -    | -    | -    | -    | -    | -    | -    |      | 0-2   | 0       |

### Dobles
| Torneo                 | 2008 | 2009 | 2010 | 2011 | 2012 | 2013 | 2014 | 2015 | 2016 | 2017 | G-P  | Títulos |   |
| ---------------------- | ---- | ---- | ---- | ---- | ---- | ---- | ---- | ---- | ---- | ---- | ---- | ------- | - |
| Australian Open        | 1R   | 1R   | 1R   | 1R   | F    | G    | G    | 3R   | 1R   | A    | 17-6 | 2       |   |
| Roland Garros          | 2R   | 2R   | 2R   | 3R   | G    | F    | F    | A    | 1R   | A    | 21–7 | 1       |   |
| Wimbledon              | 2R   | 2R   | 3R   | 3r   | CF   | 3R   | G    | A    | 1R   | A    | 17-7 | 1       |   |
| US Open                | 1R   | 1R   | 1R   | CF   | G    | CF   | 2R   | SF   | A    |      | 17-7 | 1       |   |
| WTA Tour Championships | -    | -    | -    | -    | SF   | SF   | CF   | -    | -    | -    |      | 0–3     | 0 |